# آنجلا فروتچی
آنجلا فروتچی (انگلیسی: Angela Frautschi؛ زادهٔ ۵ ژوئن ۱۹۸۷) بازیکن هاکی روی یخ اهل سوئیس است.